# Oenothera nocturna
Oenothera nocturna là một loài thực vật có hoa trong họ Anh thảo chiều. Loài này được Jacq. mô tả khoa học đầu tiên năm 1789.